# Ежов, Андрей Сергеевич
Андрей Сергеевич Ежов (16 августа 1967, деревня Слобода, Починковский район, Смоленская область, РСФСР, СССР — 6 июля 2020, Ногинск, Московская область, Россия) — российский серийный убийца, насильник, педофил, геронтофил, некрофил и зоофил, также известный как «Каширский маньяк». Подозревался в совершении по меньшей мере 9 нападений на женщин, семь из которых закончились убийством, совершённых в период с 2010 по 2020 годы. Покончил с собой вскоре после задержания.

## Биография

### Жизнь до убийств
Андрей Ежов родился в 1967 году в деревне Слобода (Смоленская область) в семье доярки и тракториста. Семья была довольно благополучной, по воспоминаниям соседей, у родителей будущего серийного убийцы не было вредных привычек, и они всячески старались окружить Андрея и его старшего брата любовью и заботой. Тем не менее уже с подростковых лет Ежов начал страдать сексуальными отклонениями, он активно занимался подглядыванием за обнажёнными женщинами во время мытья в бане, кроме того, как позже сам признался на допросе, однажды он вступил в половую связь с коровой, после чего начал практиковать подобные действия с другими животными, в том числе мёртвыми.
После окончания восьми классов Ежов поступил в ПТУ, которое вскоре окончил, получив специальность автослесаря.   Затем, отслужив в ракетных войсках СССР, вернулся в деревню и устроился кочегаром на местную молочную ферму, где через некоторое время был переведён на должность водителя. Во время работы на предприятии у него завязались отношения с одной из сотрудниц по имени Валентина, с которой он позже вместе переехал в Каширский район Московской области, где через некоторое время они поженились. Тем не менее семейная жизнь сложилась неудачно, так как Ежов начал изменять жене с подругой жены своего старшего брата, с которой они познакомились на свадьбе, в результате чего уже в скором времени Ежов развёлся с первой женой, женившись на своей любовнице.
Во втором браке у Ежова родились дети, однако к середине 2000-х годов отношения со второй женой у будущего убийцы испортились на фоне практически полного отсутствия сексуальной жизни, в результате чего у него вновь стали проявляться сексуальные отклонения: Ежов начал заниматься подглядыванием за отдыхающими на водоёмах и в общественных банях женщинами, а также периодически заглядывал в окна квартир, расположенных на первых этажах многоквартирных и частных домов, с целью увидеть переодевающихся женщин. Ещё одним видом регулярного досуга Ежова стало распитие спиртного в своём гараже.

### Убийства
Первое убийство, к которому удалось установить причастность Андрея Ежова, он совершил в феврале 2010 года. По собственному признанию, прогуливаясь вечером по окрестностям городского округа Кашира в состоянии алкогольного опьянения, он заглянул в окно одной из квартир, расположенных на первом этаже, в которой увидел лежащую на кровати 79-летнюю женщину. Возбудившись, преступник проник в жилище, где, задушив женщину, совершил с её трупом половой акт, после чего, похитив с места преступления радиоприёмник, скрылся через окно. Украденное имущество позже спрятал в своём гараже. Несмотря на то, что на месте убийства следователями были обнаружены многочисленные биологические следы преступника, в базе данных ранее осуждённых их не оказалось, и преступление осталось нераскрытым.
Впоследствии Ежов стал совершать нападения на женщин с целью изнасилования и убийства. Практически во всех случаях он действовал спонтанно и находился в состоянии алкогольного опьянения. Имея худощавое телосложение, Ежов без труда проникал к своим жертвам через приоткрытые форточки и окна, помимо этого отличительной чертой его преступлений, кроме нескольких случаев, было нахождение жертвы в доме одной. Если убийца выяснял, что жертва не одна, то сразу же скрывался с места преступления.
Следующее убийство Ежов совершил в апреле 2013 года. Увидев в окне частного домовладения спящую на своей кровати 95-летнюю женщину, он, убедившись, что она в доме одна, проник внутрь через приоткрытое окно ванной комнаты, затем задушил жертву, однако из-за того, что у убийцы не получилось возбудиться, он вставил во влагалище женщины неназванный предмет и, похитив из дома несколько медалей ранее умершего мужа пенсионерки — ветерана Великой Отечественной войны, скрылся с места преступления.
Спустя несколько месяцев, специально приехав в город Ступино, Ежов проник в квартиру 60-летней женщины, где изнасиловал и задушил её, ничего не забрав с места преступления. В марте 2015 года Ежов, встретив недалеко от своего гаража 42-летнюю женщину, находящуюся в состоянии алкогольного опьянения, решил изнасиловать и убить её. Сначала преступник предложил жертве совместно распить имевшийся у него алкоголь, однако, получив грубый отказ, избил и задушил женщину, после чего, оттащив тело в свой автомобиль, совершил с ним половой акт и закопал в лесу в окрестностях железнодорожной станции Тесна. После совершения этого убийства Ежов прекратил совершать преступления почти на пять лет.
В ноябре 2019 года Ежов изнасиловал и задушил 70-летнюю пенсионерку в её квартире в Кашире. Через месяц аналогичным образом он расправился с ещё одной 75-летней женщиной, проживавшей на той же улице. С мест последних двух убийств преступник ничего не забрал.
3 января 2020 года Ежов, проникнув в комнату 10-летней девочки, изнасиловал её и попытался задушить, однако отец девочки, находившийся в соседней комнате, услышав подозрительный шум, пришёл проверить в чём дело, чем спугнул Ежова, который в последний момент успел выпрыгнуть в окно второго этажа и скрыться.
В феврале 2020 года Ежов совершил ещё одно неудачное нападение на 14-летнюю девушку-подростка: та, оказав яростное сопротивление, укусила и несколько раз ударила Ежова из-за чего тот, испугавшись, разбил одно из окон в комнате неудавшейся жертвы и через него сбежал с места преступления. Несмотря на то, что девушка сразу же вызвала сотрудников полиции, поймать нападавшего по горячим следам не удалось.
После двух неудавшихся нападений Ежов прекратил преступления на четыре месяца. В ночь на 8 июня 2020 года он, забравшись в комнату частного домовладения в Кашире по улице Дзержинская, 88, изнасиловал и задушил 88-летнюю женщину, после чего похитил с места преступления её сберегательную книжку и пытался украсть телевизор, однако бросил его на крыльце, так как тот оказался слишком тяжёлым. На следующий день тело пенсионерки обнаружила социальный работник.

### Арест, следствие и смерть
Полиция, проводя проверку камер видеонаблюдения, установленных недалеко от места последнего убийства, обнаружила на записях подозрительного мужчину, выкинувшего в траву какие-то бумаги. При осмотре данного места были обнаружены документы погибшей женщины, пропавшие из её дома, в результате чего следствию, наконец, удалось выйти на преступника, и днём 10 июня 2020 года он был задержан в своей квартире. Образцы ДНК, взятые у Ежова, совпали с ДНК с мест ещё трех убийств и попытки изнасилования 10 и 14-летних девочек. Кроме того, сам Ежов признался в ещё четырех убийствах, в которых ранее его не подозревали. Основным мотивом для совершения преступлений он назвал проблемы в сексуальной жизни с женой, а также «периодически появляющееся» у него желание убивать.
Андрей Ежов, до суда помещённый в СИЗО города Ногинска, активно сотрудничал со следствием, спокойно показывая и рассказывая все обстоятельства совершения преступлений. 
Утром 6 июля 2020 года он был найден мертвым сотрудниками учреждения повешенным в своей одиночной камере. Проверка установила, что причиной смерти было самоубийство.

## В массовой культуре
- Документальный фильм «Форточный маньяк» из цикла «По следу монстра» (2022)[7]